# Santa Maria di Non
Santa Maria di Non è una frazione del comune italiano di Curtarolo, in provincia di Padova.

## Storia
La specifica "di Non" che completa il toponimo dovrebbe derivare dal latino ad nonum [ab urbe Patavio lapide] con cui si indicava una località posta a nove miglia romane da Padova. Per questa zona passava infatti la strada che collegava la città al canale del Brenta.

## Monumenti e luoghi d'interesse

### Parrocchiale della Purificazione della Beata Vergine Maria
È citata a partire dal 1130, spesso accanto alla chiesa di Sant'Egidio di Texare (l'odierno Santuario di Tessara). Entrambe erano cappelle dipendenti dalla pieve di Curtarolo, molto povere a causa dei danni provocati periodicamente dalle inondazioni del Brenta e del Piovego. Successivamente Santa Maria di Non assunse maggiore importanza, relegando Sant'Egidio al ruolo di oratorio campestre da essa dipendente. Nel 1506 papa Giulio II associò la chiesa alle benedettine del monastero di Santa Croce alla Giudecca, che provvedevano all'elezione del curato e al suo mantenimento. Nel 1805, con la soppressione del cenobio, la chiesa passò direttamente sotto il patronato del Regno d'Italia di Napoleone.
L'edificio è stato più volte rimaneggiato e riconsacrato. Una consacrazione è attestata già nel 1340, mentre nel 1600 il vescovo di Padova Marco Corner ne ordinò il restauro. Nel 1690 si procedette al rifacimento del presbiterio e dell'altare maggiore. Nel 1839 fu eretto il campanile in stile neogotico. Tra il 1912 e il 1927, infine, si ebbe una completa ricostruzione in stile neoromanico. Il 29 aprile 1945 la chiesa fu danneggiata dagli ultimi combattimenti della seconda guerra mondiale e dovette essere riparata, concludendo il restauro con la consacrazione dell'8 settembre di quell'anno. Gli ultimi interventi si sono svolti tra il 1988 e il 1990.
Si colloca nella prima metà del Seicento la tela con la Presentazione di Gesù al tempio, firmata da Giacobbe Galletti.

### Santuario di Tessara
Come già accennato, la prima attestazione della chiesa di Sant'Egidio di Tessara è del 1130 quale cappella della pieve di Curtarolo. All'epoca Tessara rappresentava un villaggio distinto da Santa Maria di Non, forse addirittura diviso da essa dal vecchio corso del Brenta. Il toponimo sembra derivare da taxus "tasso", ad indicare una zona boscosa. L'intitolazione a sant'Egidio abate suggerisce un legame con l'ordine benedettino e alcuni hanno ipotizzato che fosse annessa a un monastero distrutto da Ezzelino III da Romano.
Dal 1433 la chiesa di Tessara è attestata come dipendente da Santa Maria di Non, divenendo semplice oratorio campestre. Ne seguì le sorti, passando dal 1506 al patronato delle monache di Santa Croce.
A detta della tradizione, verso la metà del Quattrocento la Madonna apparve a una bambina del luogo colpita da una malattia deformante e la guarì. Questo episodio portò il culto per la Vergine a prevalere su quello di Sant'Egidio, tant'è che in occasione della visita pastorale del 1602 il vescovo Marco Corner ordinò che la statua della Madonna collocata sull'altare maggiore fosse spostata, mettendo al suo posto un'immagine del vero patrono; in aggiunta, sollecitò il restauro della chiesa che iniziava a decadere.
Nel 1614 la chiesa era ancora abbandonata e il prelato dovette interdire il luogo sacro finché non fossero cominciati i lavori. Essi vennero rapidamente conclusi, ma la statua, divenuta ormai oggetto di grande venerazione popolare, non fu spostata. Anzi, fu proprio il culto per la Madonna di Tessara a generare un rinnovato interesse nei confronti del luogo sacro e vennero avviati nuovi interventi.
Nel 1669 il vescovo Gregorio Barbarigo raccomandava al parroco di Santa Maria di Non una maggiore cura della chiesa, ordinandogli dei restauri; in questa occasione fu costruito un nuovo altare maggiore in marmo. Nel secolo successivo fu eretto il campanile e nel 1784 vennero ordinate tre campane dalla Fonderia Colbachini di Angarano. Gli ultimi lavori si ebbero nella metà dell'Ottocento, tra il 1938 e il 1949 e nel 1983.
L'opera di maggior pregio è senza dubbio la statua della Madonna del tardo Cinquecento, in terracotta modellata e dipinta da maestranze venete.

### Villa Bozza
Sorge a est del centro in località Molini, lungo la riva sinistra del Piovego.
In origine "Villa Bozza" non indicava una costruzione, ma era l'antico nome del luogo. Qui la famiglia famiglia Bembo deteneva numerose proprietà fra cui una casa di villeggiatura. Di essa resta solo un antico capitello, costituito dalla statua di una Madonna poggiante su un pilastro con tre bassorilievi e lo stemma del cardinale Pietro Bembo.
L'odierna villa Bozza è un edificio ottocentesco caratterizzato dalle linee tipiche del periodo: di grandi dimensioni, ha linee elaborate che rimandano a diversi stili. Presenta tre livelli fuori terra che poggiano su uno zoccolo seminterrato cantinato, ornato con intonaco a conci in bugnato. Il corpo principale ha pianta rettangolare, ma è prolungato da due ali laterali terrazzate, più basse di un piano.
Per accedere all'ingresso, si supera lo zoccolo mediante una scalinata a due rampe con balaustra a colonne, che forma un pianerottolo terrazzato davanti al portale. Il primo piano si distingue per la muratura con intonaco a bugnato liscio e per le finestre archivoltate con leggera modanatura prima delle bugne. Archivoltate sono anche le aperture del portale, completato da colonne a conci sovrapposti con ghiera modanata.
Il piano superiore presenta intonaco fratazzato e aperture architravate, con doppia cornice aggettante in corrispondenza delle soglie e modanatura su volute di appoggio sopra l'architrave. Al centro si apre il balcone mediano, anche in questo caso una trifora, con la modanatura che, in corrispondenza dell'apertura centrale, forma un arco interrotto; si rivolge a un terrazzino con balaustra a colonne.
Le aperture dell'ultimo piano, il sottotetto, hanno forma quasi quadrata e linee molto più semplici. Le coppie di finestre laterali presentano affreschi, tra gli stipiti e sulle cartelle sotto le soglie. La trifora centrale presenta delle lesene, mentre la cartella sottostante ha perduto l'originaria decorazione pittorica.
La copertura, fortemente aggettante, è retta da degli architravi-mensole ad L con volute, collocati in corrispondenza degli stipiti delle aperture. Tra l'uno e l'altro si estendono dei campi con decorazioni monocrome.
Questo schema architettonico si ripresenta sulle ali laterali, pur mancando degli affreschi.
Di particolare interesse il giardino in cui sorgono alberi secolari. Vi sorge un piccolo padiglione in stile liberty, destinato ad ospitare la servitù e al deposito degli attrezzi.